# Hans von der Au
Hans Ludwig von der Au (* 16. Februar 1892 in Eberstadt; † 1. Mai 1955 in Darmstadt) war ein deutscher Theologe und Volkskundler.

## Leben
Hans Ludwig von der Au war der Sohn des Nieder-Modauer Pfarrers Hermann von der Au (* 1865; † 1932) und seiner Gattin Katharine von der Au geb. Horst (* 1868).
Er entsprang einem alten evangelisch-lutherischen Geschlecht aus Maar in Oberhessen, das gesichert seit 1532 auftritt. Es soll auf ein fuldaisches Adelsgeschlecht zurückgehen, welches urkundlich 1338 mit Hermann von der Aue erscheint.
Nach dem Abitur studierte Hans von der Au ab 1910 evangelische Theologie in Tübingen und Gießen, unterbrach aber 1914 sein Studium und kämpfte als Freiwilliger im Ersten Weltkrieg in Frankreich und an der Ostfront. Nach seiner Flucht aus der Kriegsgefangenschaft in Sibirien kehrte er 1920 über Indien nach Darmstadt zurück. Er setzte sein Studium (unter anderem bei Wilhelm Diehl) fort, wurde 1921 ordiniert und 1924 zum Lic. theol promoviert. Er war Vikar in Erbach, dann Pfarrassistent und Verwalter in Neu-Isenburg und von 1923 bis 1925 zweiter Pfarrer in Reichelsheim. Anschließend, von 1925 bis 1934, war er Landesjugendpfarrer und begann in dieser Zeit seine volkskundlichen Studien, speziell auf dem Gebiet der hessischen Volkstänze. Mit einer Arbeit zu diesem Thema (s. u.) ist er 1939 in Gießen zum Dr. phil. promoviert worden.
Die letzte Zeit seiner Tätigkeit als Landesjugendpfarrer war von Auseinandersetzungen zwischen kirchlichen Jugendgruppen und der Hitlerjugend geprägt; von der Au gab das Amt 1934 auf und arbeitete bis zu seiner Einberufung 1944 als Studienrat an der Justus-Liebig-Oberschule in Darmstadt. 1933 schloss er sich der SA an und wurde förderndes Mitglied der SS. Am 6. Juni 1937 beantragte er die Aufnahme in die NSDAP und wurde rückwirkend zum 1. Mai desselben Jahres aufgenommen (Mitgliedsnummer 5.224.003).
Neben seiner Tätigkeit im Schuldienst betrieb er seine volkskundlichen Forschungen weiter. So unternahm er 1937 und 1939 gemeinsam mit Heinrich Winter (1898–1964) im Auftrag der Landesstelle für Volkskunde im Bayerischen Heimatbund zwei Reisen zur Erfassung des Brauchtums im Spessart. Ebenfalls gemeinsam mit Winter nahm er 1941 an volkskundlichen Befragungen in den Umsiedlerlagern der Dobrudschadeutschen teil.
Nach dem Zweiten Weltkrieg war er 1945/46 Hilfspfarrer in Darmstadt-Eberstadt, 1947 Mitarbeiter im Hessischen Staatsarchiv und 1947/48 Krankenhausseelsorger, bevor er wieder in den Schuldienst wechselte und als Lehrer an der Darmstädter Viktoriaschule arbeitete.
Von einem Beschluss des Darmstädter Magistrats, acht Straßennamen zu ändern, die an NS-Unterstützer erinnern, war im Mai 2019 auch eine nach Hans von der Au benannte Straße in Eberstadt betroffen.

## Schriften
- Über das Amt der Ältesten in der Kirche Hessen-Darmstadts. Universität Gießen 1924 (= Dissertation)
  - auch u. d. t.: Zur Geschichte des Seniorats in der Kirche Hessen-Darmstadts. Winter, Darmstadt 1925
- Beiträge zur Geschichte der Familie Horst-Range. Heft 1. 1929
- Hessische Volkstänze: Tanzweisen aus Hessen. Bärenreiter-Verlag, Kassel. I. Teil, 1931. II. Teil, 1932. III. Teil, 1934. IV. Teil, 1937.
- Volkstänze aus der Rhön: Tanzweisen aus der Rhön mit Tanzbeschreibungen. Bärenreiter-Verlag, Kassel 1935
- Deutscher Schwerttanz. Bärenreiter-Verlag, Kassel 1935
- Volkstänze aus Nassau. Bärenreiter-Verlag, Kassel 1936
- Pfälzer Volkstänze drinnen und draußen. Bärenreiter-Verlag, Kassel 1937
- Volkstänze aus dem Spessart. Bärenreiter-Verlag, Kassel 1938
- Das Volkstanzgut im Rheinfränkischen. Universität Gießen 1939 (= Dissertation)
- Niederhessische Volkstänze. Bärenreiter-Verlag, Kassel 1940
- (mit Heinrich Winter) Volkskundliche Erfassung der Dobrudscha-Deutschen. Heppenheim 1941
- Die Namen der Gemarkung Eberstadt bei Darmstadt. Elwert, Gießen/Marburg 1941 (= Hessisches Flurnamenbuch 20)
- Die Namen der Gemarkungen Ober- und Nieder-Modau im Odenwald. Elwert, Gießen/Marburg, 1942 (= Hessisches Flurnamenbuch 27)
- Volkstänze aus der hessischen und nassauischen Heimat. Kunze, Darmstadt 1942
- Deutsche Volkslieder aus der Dobrudscha. Bärenreiter-Verlag, Kassel 1944 (nur Korrekturexemplar erhalten; nicht ausgeliefert)
- (mit Heinrich Steitz) Wilhelm Diehl. Ein Gedenkbuch zum 80. Geburtstag des Prälaten. Verlag Hessische Volksbücher, Darmstadt 1950
- Odenwälder Tracht. Leske, Darmstadt 1952
- Heit is Kerb in unserm Dorf. Tänze rechts und links der Saar. Bärenreiter-Verlag, Kassel 1954
- Deutsche Volkstänze aus der Dobrudscha. Bosse, Regensburg 1955

Aufsätze (Auswahl)
- Der Psalter Eberhards XIV. zu Erbach. In: Hans von der Au, Heinrich Hassinger, Hermann Bräuning-Oktavio (Hrsg.): Ich dien. Festgabe zum 60. Geburtstage von Wilhelm Diehl. Wittich, Darmstadt 1931
- Über den Siebensprung in der Landschaft Rheinfranken. In: Hessische Blätter für Volkskunde, Heft 34, 1935.
- Drei lärren Strömp. Zur Deutung eines Vogelsberger Frauentanzes. In: Hessische Blätter für Volkskunde, Heft 35, 1936.
- Der Wechselhupf im Volkstanz der Landschaft Rheinfranken. In: Jahrbuch für Volksliedforschung, Band 5, 1936.
- Der Billigheimer Siebensprung. In: Das deutsche Volkslied, Heft 39, 1937.
- Der Jude im Tanz der Landschaft Rheinfranken. In: Volk und Scholle. Bd. 16 (1938), H. 2, S. 41–51, u. H. 3, S. 83–86.
- Der Bajeßmann, ein Spessarter Volkstanz. In: Gießener Beiträge zur deutschen Philologie, Heft 60, 1938.
- Das Patschen im Volkstanz des rhein-mainischen Raumes. In: Deutsche Liederkunde I, 1939.
- Die Kindszeche im westlichen Mainfranken. In: Bayerische Volkskunde, Heft 13, 1940.
- Zwitserli tanza, ein volkskundlicher Beitrag zu einem Tanzlied. In: Jahrbuch für Volksliedforschung, Band 7, 1941.
- Odenwälder Drei-Königsspiele. In: Beiträge zur hessischen Kirchengeschichte, Heft 12, 1941.
- Das Volkstanzgut im Elsaß. In: Oberdeutsche Zeitschrift für Volkskunde, Heft 15, 1941.
- Zum Eiertanz. In: Das deutsche Volkslied, Heft 45, 1943.